# Lacourt-Saint-Pierre
Lacourt-Saint-Pierre – miejscowość i gmina we Francji, w regionie Oksytania, w departamencie Tarn i Garonna.
Według danych na rok 1990 gminę zamieszkiwały 782 osoby, a gęstość zaludnienia wynosiła 53 osób/km² (wśród 3020 gmin regionu Midi-Pireneje Lacourt-Saint-Pierre plasuje się na 422. miejscu pod względem liczby ludności, natomiast pod względem powierzchni na miejscu 780.).